# Juninho Mathiot
Juninho Mathiot (ur. 9 lutego 2000) – seszelski piłkarz grający na pozycji obrońcy. Jest wychowankiem klubu St Louis Suns United FC.

## Kariera klubowa
Swoją karierę piłkarską Mathiot rozpoczął w klubie St Louis Suns United FC. W 2018 roku zadebiutował w nim w pierwszej lidze seszelskiej.

## Kariera reprezentacyjna
W reprezentacji Seszeli Mathiot zadebiutował 31 maja 2018 roku w przegranym 1:2 meczu COSAFA Cup 2018 z Mozambikiem.